# 空洞巨龍
空洞巨龍（英語：Jabberwock）是英國作家路易斯·卡羅所著奇幻小說『愛麗絲鏡中奇遇』中登場的架空生物。

## 故事
空洞巨龍初登場於『愛麗絲鏡中奇遇』第一章的詩中，內容描述勇士以利劍屠龍，砍下巨龍首級，為民除害。其原型據說來自索克本（Sockburn）的翼蛇龍傳說。